# GP Ouest France-Plouay 2011
El GP Ouest France-Plouay 2011, 75a edició del GP Ouest France-Plouay, és una cursa ciclista que es disputà el 28 d'agost de 2011 pels voltants de Plouay, a la Bretanya. Es disputen 13 voltes a un circuit per completar un total de 248,3 km. El recorregut és bàsicament pla, amb algunes petites pujades que hauran de superar.
La cursa fou guanyada per l'eslovè Grega Bole (Lampre-ISD), que s'imposà a l'esprint a l'australià Simon Gerrans (Team Sky) i el francès Thomas Voeckler (Team Europcar).

## Equips participants
Els 18 equips de l'UCI World Tour 2011 són presents a la cursa, així com sis equips continentals professionals: FDJ, Bretagne-Schuller, Cofidis, Team Europcar, Saur-Sojasun i Skil-Shimano.
| Núm.    | Codi | Equip                 |
| ------- | ---- | --------------------- |
| 1-9     | THR  | Team HTC-High Road    |
| 11-19   | GRM  | Garmin-Slipstream     |
| 21-29   | FDJ  | FDJ                   |
| 31-39   | LAM  | Lampre-ISD            |
| 41-49   | AST  | Astana Qazaqstan Team |
| 51-59   | ALM  | AG2R La Mondiale      |
| 61-69   | MOV  | Movistar Team         |
| 71-79   | OLO  | Omega Pharma-Lotto    |
| 81-89   | BMC  | BMC Racing Team       |
| 91-99   | KAT  | Team Katusha          |
| 101-109 | EUS  | Euskaltel–Euskadi     |
| 111-119 | RAB  | Rabobank ProTeam      |

| Núm.    | Codi | Equip                  |
| ------- | ---- | ---------------------- |
| 121-129 | SKY  | Team Sky               |
| 131-139 | LEO  | Leopard Trek           |
| 141-149 | LIQ  | Liquigas-Cannondale    |
| 151-159 | QST  | QuickStep Cycling Team |
| 161-169 | VCD  | Vacansoleil-DCM        |
| 171-179 | RSH  | Team RadioShack        |
| 181-189 | SBS  | Saxo Bank-Sungard      |
| 191-199 | BSC  | Bretagne-Schuller      |
| 201-209 | COF  | Cofidis                |
| 211-219 | EUC  | Team Europcar          |
| 221-229 | SAU  | Saur-Sojasun           |
| 231-239 | SKS  | Skil-Shimano           |

## Classificació final
| #  | Ciclista           | Equip           | Temps      | Punts UCI |
| -- | ------------------ | --------------- | ---------- | --------- |
| 1  | Grega Bole         | Lampre-ISD      | 6h 32' 41" | 80        |
| 2  | Simon Gerrans      | Team Sky        | m. t.      | 60        |
| 3  | Thomas Voeckler    | Team Europcar   | m. t.      | -         |
| 4  | Thor Hushovd       | Garmin-Cervélo  | m. t.      | 40        |
| 5  | Giacomo Nizzolo    | Leopard Trek    | m. t.      | 30        |
| 6  | Arnaud Gérard      | FDJ             | m. t.      | -         |
| 7  | José Joaquín Rojas | Movistar Team   | m. t.      | 14        |
| 8  | Fumiyuki Beppu     | Team RadioShack | m. t.      | 10        |
| 9  | Julien Simon       | Saur-Sojasun    | m. t.      | -         |
| 10 | Yoann Offredo      | FDJ             | m. t.      | -         |